# Joseph Ngeny Kiprotich

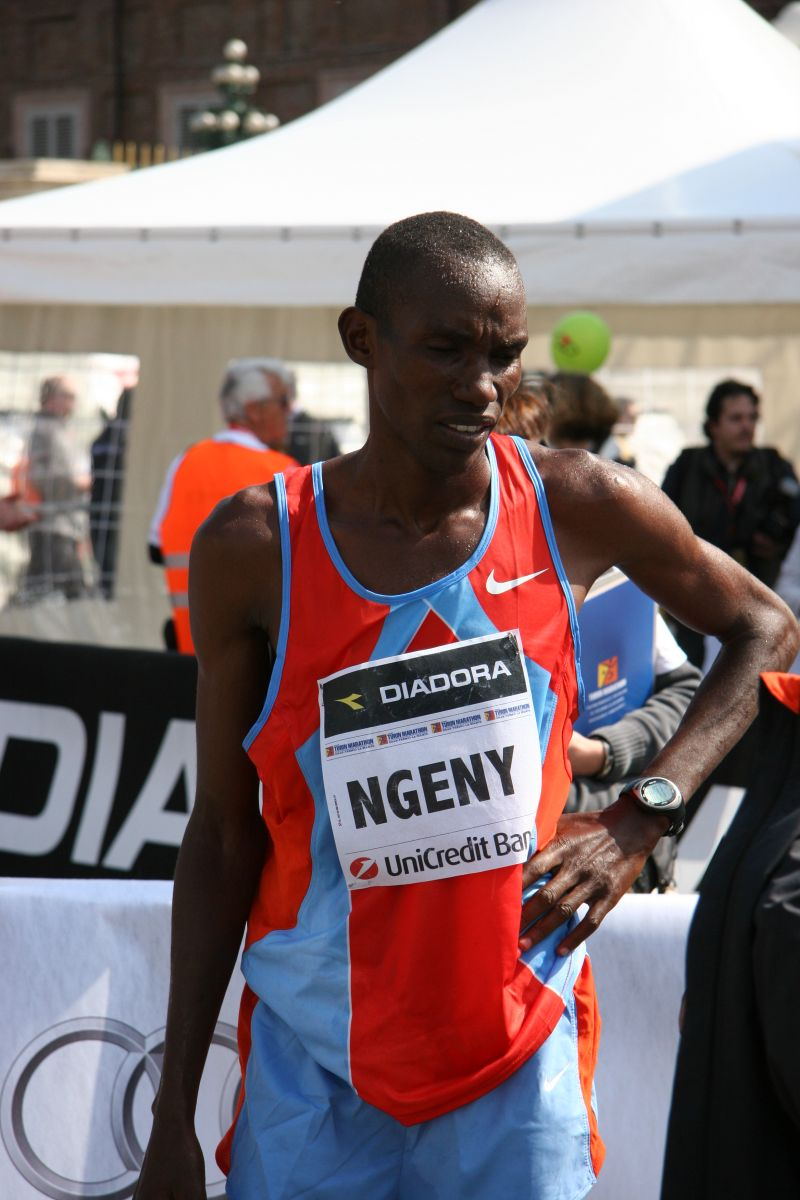
Joseph Ngeny Kiprotich 2008 in Turin

Joseph Ngeny Kiprotich (* 20. Juli 1977) ist ein kenianischer Marathonläufer.
2006 siegte er beim Dubai-Marathon, wurde Zweiter beim Prag-Marathon und jeweils Dritter beim Mailand-Marathon (in seiner Bestzeit von  2:09:27) und beim Lausanne-Marathon.
2007 belegte er beim Eindhoven-Marathon den dritten Platz.